# Jaracz (województwo wielkopolskie)
Jaracz – wieś w Polsce, położona w województwie wielkopolskim, w powiecie obornickim, w gminie Rogoźno, nad rzeką Wełną.
| SIMC    | Nazwa       | Rodzaj    |
| ------- | ----------- | --------- |
| 1007435 | Jaracz-Młyn | część wsi |
| 1007470 | Piłka-Młyn  | część wsi |

W latach 1975–1998 miejscowość administracyjnie należała do województwa pilskiego.
W pobliżu wsi, ok. 2 km na pn.-zach. od centrum Jaracza, w osadzie młyńskiej Jaracz-Młyn od 1981 roku znajduje się Muzeum Młynarstwa i Wodnych Urządzeń Przemysłu Wiejskiego, będące oddziałem Muzeum Narodowego Rolnictwa i Przemysłu Rolno-Spożywczego w Szreniawie. Jest tutaj także farma strusi, żwirownia i stara szkoła, służąca obecnie jako budynek mieszkalny.